# مسواک (سرده)
مسواک (نام علمی: Salvadora) نام یک سرده از تیره مسواکیان است. درختی کوچک یا درختچه‌ای با پنج گونه که بومی خاورمیانه است؛ تنهٔ آنها کج‌ومعوج با قطر کمتر از ۳۰ سانتی‌متر است و پوست تنه‌شان سفید و خشن و پوست ریشه قهوه‌ای روشن است و برگ‌های بالغ آنها ضخیم و چرمی و گل‌هایشان کوچک و سفید متمایل به سبز است.
از گونه‌های این سرده می‌توان به توچ و اراک اشاره کرد.